# Лужнецкий мост
Лужне́цкий (Но́вый Краснолу́жский мост) — железнодорожный мост Малого кольца МЖД через Москву-реку в Москве, между станцией Лужники и бывшим полустанком Потылиха. Соединяет северный берег Лужников (Новодевичья набережная) с Бережковской набережной. Является точной копией моста Императора Николая II, возведённого на этом месте в 1905—1907 гг. по проектам инженера Л. Д. Проскурякова и архитектора А. Н. Померанцева. С моста открываются виды на Новодевичий монастырь, Лужники и Воробьёвы горы.

## Старый Краснолужский мост (1905—1907)
Первые поезда Малого кольца прошли по временному деревянному мосту «системы Лембке», вскоре на его месте был выстроен постоянный. Как и однотипный Андреевский (Сергиевский), железнодорожный мост был построен в 1905—1907 по проектам инженера Л. Д. Проскурякова и архитектора А. Н. Померанцева, имел один главный пролёт, перекрытый серповидной аркой длиной 135 м и высотой 15,14 м, и два береговых пролёта по 18 м. Вне арок, на консолях, были устроены пешеходные тротуары. Устои моста опирались на основание из деревянных свай. Для отличия от Лужнецкого (Нового Краснолужского) моста в современной литературе он обычно именуется Старым Краснолужским мостом.

### Происхождение названия

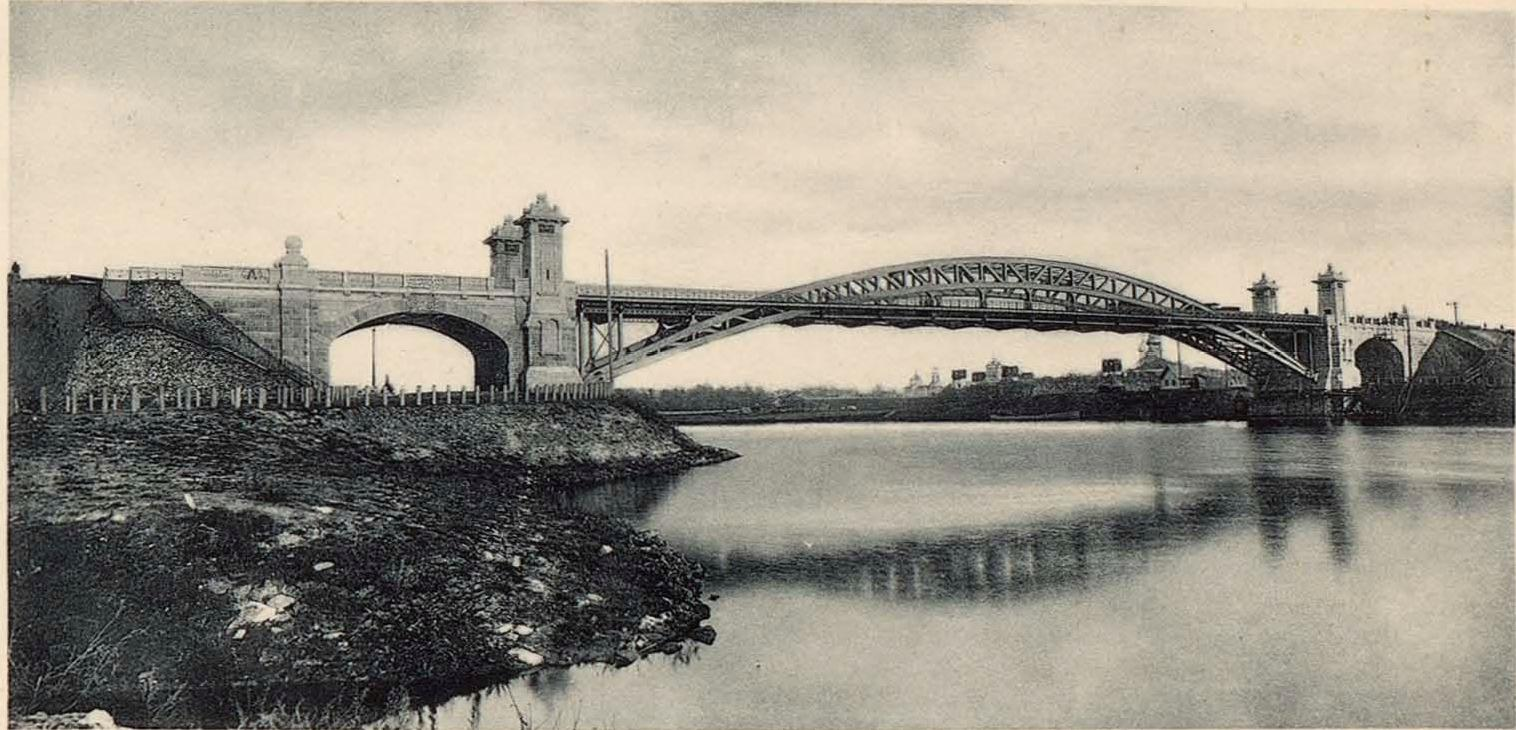
Мост Императора Николая II

Первоначальное название этого величественного моста — Мост Императора Николая II. 
Опоры моста увенчаны четырьмя изящными башенками — отчасти подобными тем, что украшают форт индийской Агры. На левых башенках начертано: 1905 — год начала строительства. На правых: 1907 — год успешного окончания. Простые цифры без слов... Но в сопоставлении, в сочетании этих цифр просматривается глубинная мысль архитектора Померанцева: мост, построенный в годы жестокой смуты... памятник победы государственного разума над смутой! Недолгой победы, как мы знаем.
 — пишет журналист Михаил Девлеткамов (газета «Достоинство», № 1/ 1999 г.). Сразу же после Февральской революции мост получил новое название — Краснолужский: в честь урочища Красный Луг, расположенного перед мостом. Такое же название получила улица Красный Луг (с 1967 г. — улица Потылиха). В 2001 году, после реконструкции, он стал называться Новым Краснолужским. Но уже постановлением Правительства Москвы от 26.11.2002 № 978 мост, уже не тождественный прежнему мосту, был переименован в Лужнецкий. Переименование нельзя признать удачным, ибо Лужнецким же именуется и метромост в Лужниках. И в документах Правительства железнодорожный мост продолжает называться Краснолужским.

## Современный мост
Современный Лужнецкий мост построен в 2001 году на опорах, на которых стоял старый Краснолужский мост (мост Николая II) постройки 1905—1907 годов. При замене одного моста другим был использован опыт Андреевского железнодорожного моста. В 2001 году мост стал называться Новым Краснолужским, но уже всего лишь через год, в 2002 году, специальным указом правительства Москвы мост был вновь переименован в Лужнецкий. Данное название и сохранилось на сегодняшний день. По сути, Лужнецким мостом был в 2000 году заменен Старый Краснолужский мост, который, используя опыт сооружения Андреевского моста, переместили на баржах на 2 км выше по течению реки и реконструировали в пешеходный мост имени гетмана Богдана Хмельницкого.

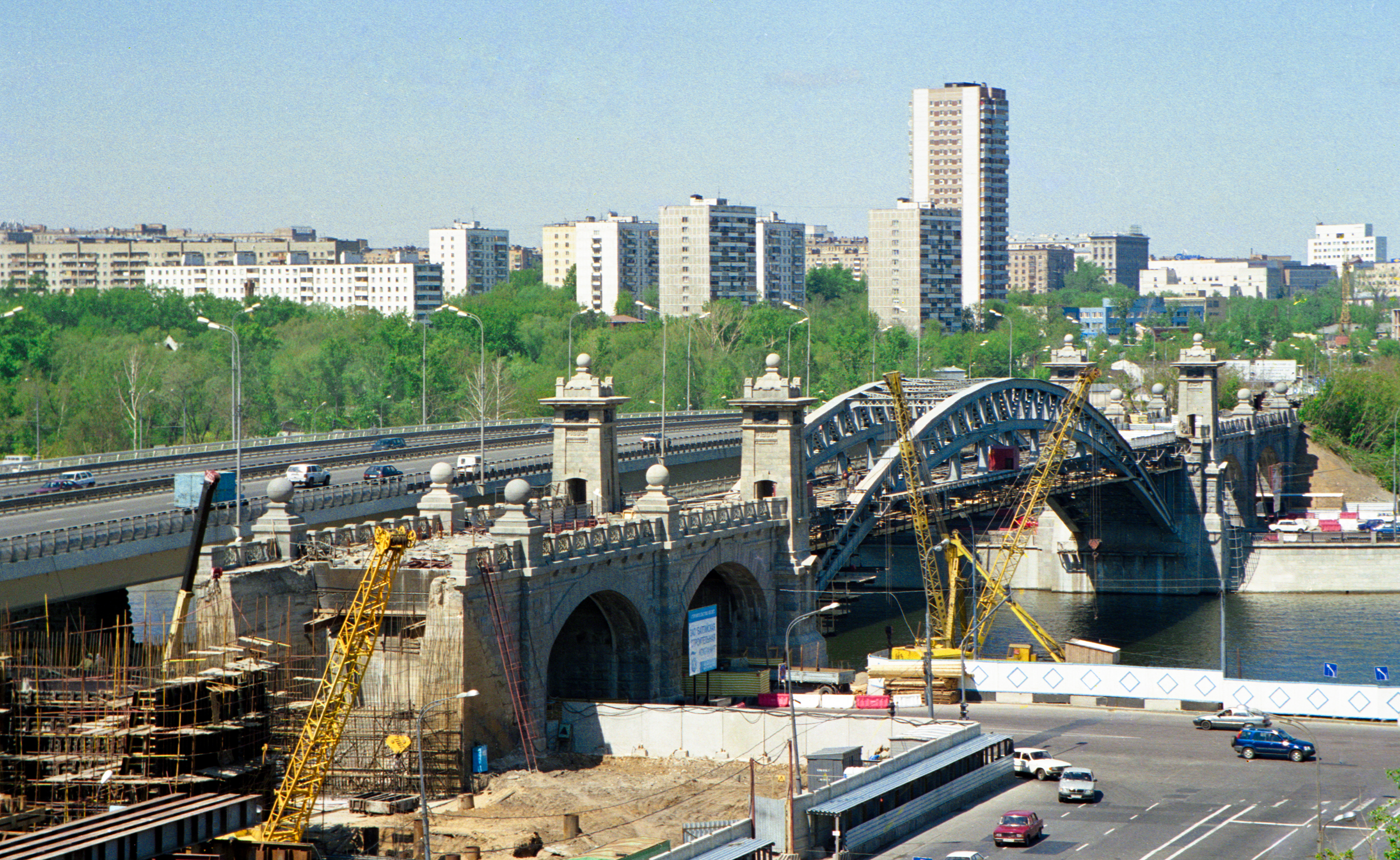
Строительство Нового Краснолужского моста, 2000 год

Современный Лужнецкий (Новый Краснолужский) мост представляет собой русловое пролётное решетчатое строение из стали с примыкающими балочными пролетами, под которыми осуществляется движение автомобилей и пешеходов. Перила конструкции также решетчатые, однако они были изготовлены для старого моста и для их литья использован чугун. Также новому мосту достались исторические башни, облицованные серым гранитом, а также монументальные гранитные шары. С моста открывается превосходный вид на Лужнецкую набережную по одну сторону и Новодевичью — с другой. За набережной находится знаменитый Новодевичий монастырь. Можно увидеть с моста и живописные Воробьевы горы, расположенные напротив Лужнецкой набережной.

### Лужнецкий мост (2001)
При строительстве Третьего транспортного кольца старый мост переместили баржами более чем на два километра вверх по течению, а на его месте были выстроены Бережковский автомобильный мост Третьего транспортного кольца и Лужнецкий (Новый Краснолужский) железнодорожный. На старые же опоры Краснолужского моста встал совершенно новый мост, который выполняет те же функции, что и раньше: является железнодорожным мостом Малого железнодорожного кольца. Мост — двухпутный с пешеходными тротуарами вдоль железнодорожного полотна. Более подробно конструктивные особенности сооружения рассмотрены на сайте Института Гипростроймост Санкт-Петербург.

## Галерея

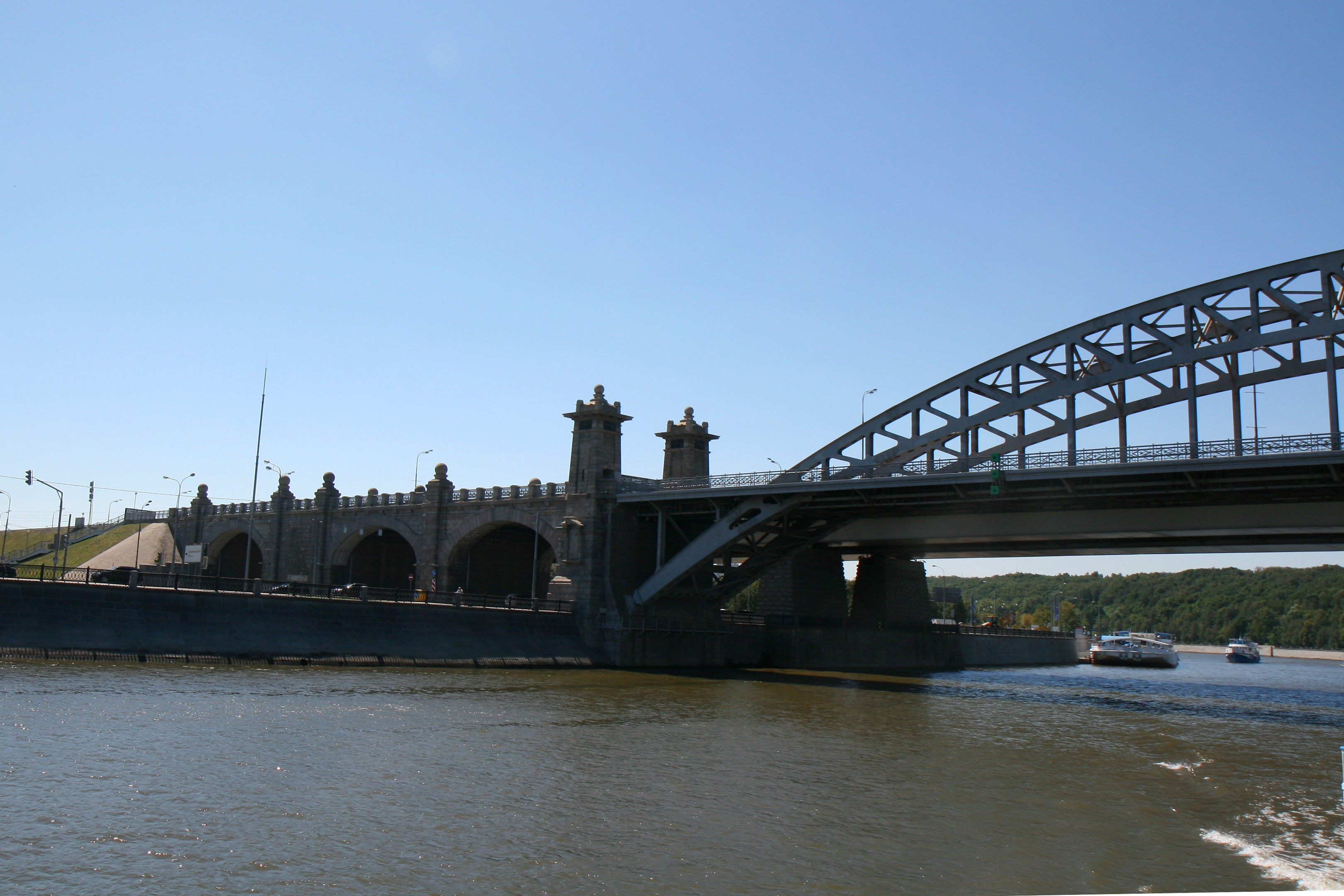
Лужнецкий мост, 2014 г.
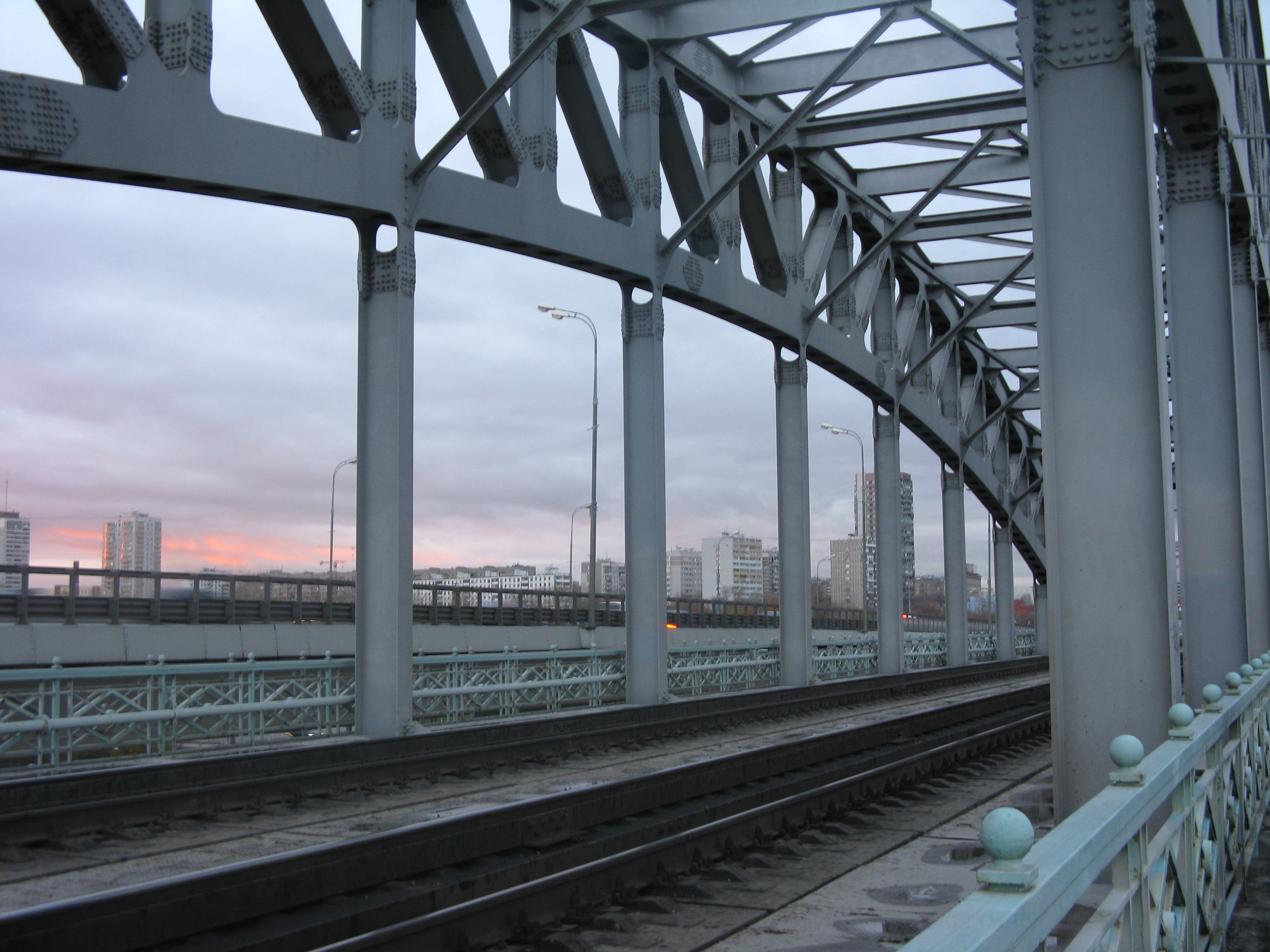
Железнодорожные пути на Лужнецком мосту, 2010 г.
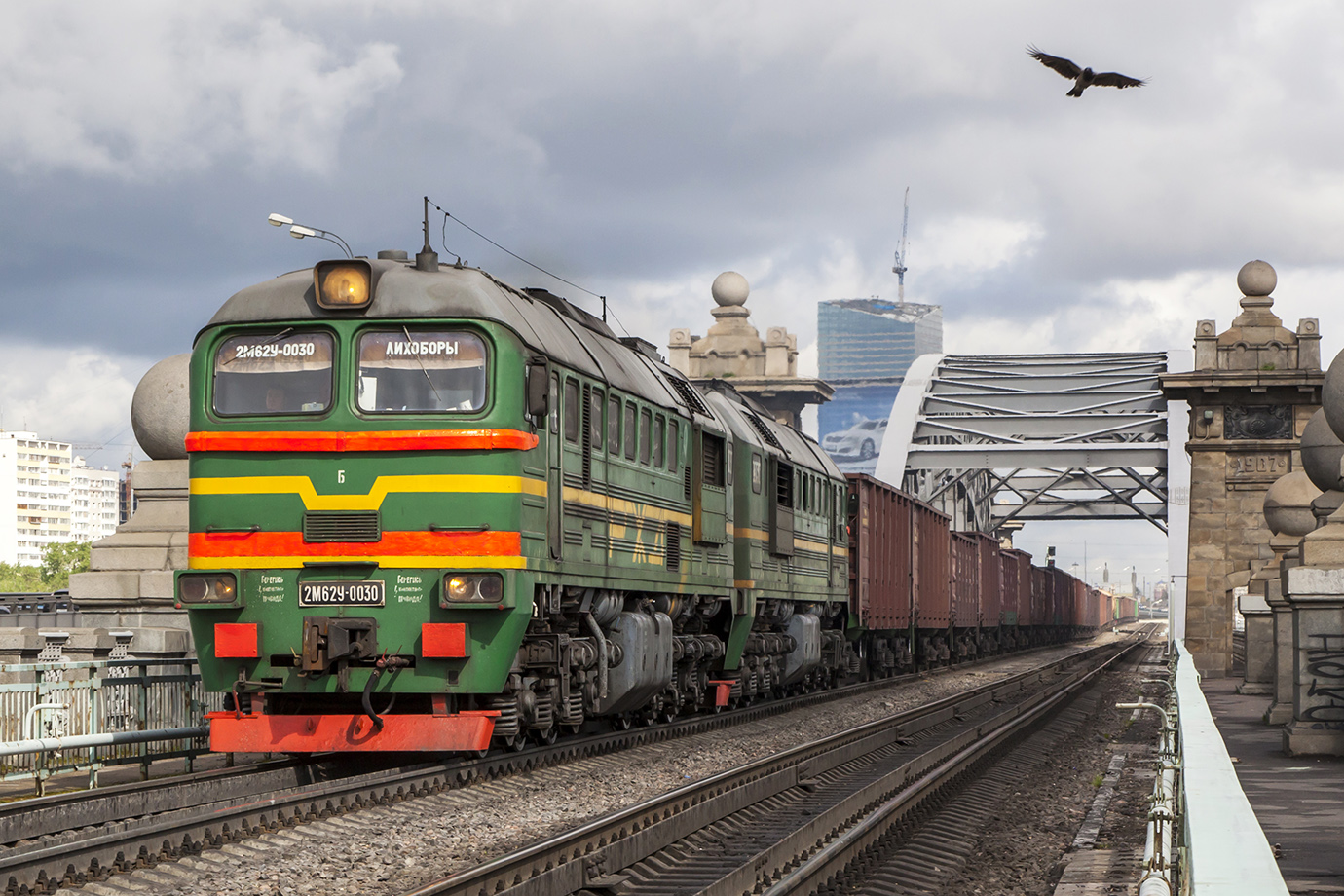
Грузовой поезд на Лужнецком мосту, 2012 г.
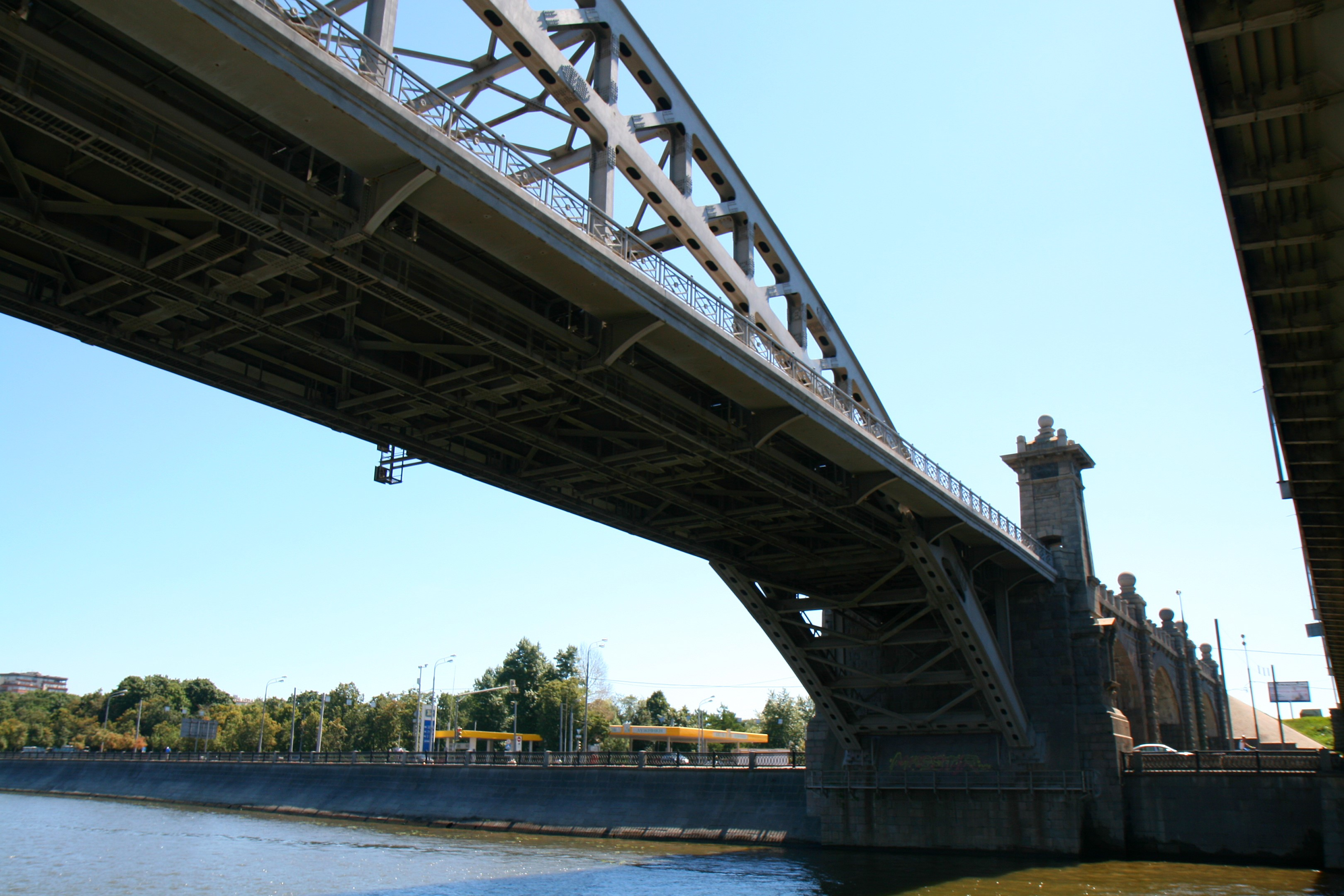
Вид снизу на Лужнецкий мост, 2014 г.